# Vladimír Dobrovič
Vladimír Dobrovič (Prievidza, 3 dicembre 1950) è un ex calciatore slovacco.

## Caratteristiche tecniche
In attività giocava prevalentemente come difensore, ma anche come centrocampista.

## Carriera
Con la Lokomotíva Košice vinse due coppe di Cecoslovacchia. Conta dieci partite in competizioni internazionali organizzate dalla UEFA.

## Palmarès

### Club

#### Competizioni nazionali
- Československý Pohár: 2

Lokomotíva Košice: 1977, 1979